# District congressionnel at-large des Samoa américaines
Le district congressionnel at-large des Samoa américaines englobe toute la région territoriale américaine des Samoa américaines. Le territoire n'a pas de membre votant au Congrès mais élit un délégué qui peut participer aux débats et voter dans les commissions dont il est membre. La Républicaine Amata Coleman Radewagen est l'actuelle déléguée des îles.
De 1970 à 1978, les Samoa américaines ont élu un délégué at-large et non officiel pour un mandat de quatre ans pour faire pression en faveur de l'admission formelle à la Chambre des Représentants ; il s'agissait de A. U. Fuimaono de 1971 à 1975, A. P. Lutali de 1975 à 1979 (siégeant simultanément au Sénat des Samoa américaines à partir de 1977) et Fofō Sunia de 1979 à 1981 (date à laquelle le délégué a été officiellement reconnu par le Congrès).

## Liste des Représentants du district
| Délégué                             | Parti       | Années                            | Congrès     | Histoire électorale |
| ----------------------------------- | ----------- | --------------------------------- | ----------- | --- |
| District établit le 31 octobre 1978 |             |                                   |             | |
| Vacant                              | Vacant      | 31 octobre 1978 - 3 janvier 1981  | 95e , 96e   | |
| Fofó Iosefa Fiti Sunia (en)         | Démocrate   | 3 janvier 1981 - 6 septembre 1988 | 97e - 100e  | Élu en 1980. Réélu en 1982. Réélu en 1984. Réélu en 1986. Démissionne. |
| Vacant                              | Vacant      | 6 septembre 1988 - 3 janvier 1989 | 100e        | |
| Eni Faleomavaega (en)               | Démocrate   | 3 janvier 1989 - 3 janvier 2015   | 101e - 113e | Élu en 1988. Réélu en 1990. Réélu en 1992. Réélu en 1994. Réélu en 1996. Réélu en 1998. Réélu en 2000. Réélu en 2002. Réélu en 2004. Réélu en 2006. Réélu en 2008. Réélu en 2010. Réélu en 2012. Perd sa réélection. |
| Amata Coleman Radewagen             | Républicain | 3 janvier 2015 - Présent          | 114e - 118e | Élue en 2014. Réélu en 2016. Réélu en 2018. Réélu en 2020. Réélu en 2022. |

## Résultats des récentes élections
Voici les résultats des dix précédents cycles électoraux dans le district.

### 2004
| Élection de 2004 du district congressionnel at-large des Samoa américaine | Élection de 2004 du district congressionnel at-large des Samoa américaine | Élection de 2004 du district congressionnel at-large des Samoa américaine | Élection de 2004 du district congressionnel at-large des Samoa américaine | Élection de 2004 du district congressionnel at-large des Samoa américaine |
| ------------------------------------------------------------------------- | ------------------------------------------------------------------------- | ------------------------------------------------------------------------- | ------------------------------------------------------------------------- | ------------------------------------------------------------------------- |
| Parti                                                                     | Parti                                                                     | Candidat                                                                  | Votes                                                                     | %                                                                         |
|                                                                           | Démocrate                                                                 | Eni Faleomavaega (en) (sortant)                                           | 6656                                                                      | 54,9                                                                      |
|                                                                           | Républicain                                                               | Amata Coleman Radewagen                                                   | 5472                                                                      | 45,1                                                                      |
| Total des votes                                                           | Total des votes                                                           | Total des votes                                                           | 12 128                                                                    | 100 %                                                                     |
|                                                                           | Les Démocrates conservent                                                 |                                                                           |                                                                           |                                                                           |

### 2006
| Élection de 2006 du district congressionnel at-large des Samoa américaine | Élection de 2006 du district congressionnel at-large des Samoa américaine | Élection de 2006 du district congressionnel at-large des Samoa américaine | Élection de 2006 du district congressionnel at-large des Samoa américaine | Élection de 2006 du district congressionnel at-large des Samoa américaine |
| ------------------------------------------------------------------------- | ------------------------------------------------------------------------- | ------------------------------------------------------------------------- | ------------------------------------------------------------------------- | ------------------------------------------------------------------------- |
| Parti                                                                     | Parti                                                                     | Candidat                                                                  | Votes                                                                     | %                                                                         |
|                                                                           | Démocrate                                                                 | Eni Faleomavaega (en) (sortant)                                           | 5195                                                                      | 47,1                                                                      |
|                                                                           | Républicain                                                               | Amata Coleman Radewagen                                                   | 4493                                                                      | 40,7                                                                      |
| Total des votes                                                           | Total des votes                                                           | Total des votes                                                           | 11 033                                                                    | 100 %                                                                     |
|                                                                           | Les Démocrates conservent                                                 |                                                                           |                                                                           |                                                                           |

### 2008
| Élection de 2008 du district congressionnel at-large des Samoa américaine | Élection de 2008 du district congressionnel at-large des Samoa américaine | Élection de 2008 du district congressionnel at-large des Samoa américaine | Élection de 2008 du district congressionnel at-large des Samoa américaine | Élection de 2008 du district congressionnel at-large des Samoa américaine |
| ------------------------------------------------------------------------- | ------------------------------------------------------------------------- | ------------------------------------------------------------------------- | ------------------------------------------------------------------------- | ------------------------------------------------------------------------- |
| Parti                                                                     | Parti                                                                     | Candidat                                                                  | Votes                                                                     | %                                                                         |
|                                                                           | Démocrate                                                                 | Eni Faleomavaega (en) (sortant)                                           | 7499                                                                      | 60,4                                                                      |
|                                                                           | Républicain                                                               | Amata Coleman Radewagen                                                   | 4350                                                                      | 35,0                                                                      |
|                                                                           | Indépendant                                                               | Rosie Fuala'au Tago Lancaster                                             | 570                                                                       | 4,6                                                                       |
| Total des votes                                                           | Total des votes                                                           | Total des votes                                                           | 12 419                                                                    | 100 %                                                                     |
|                                                                           | Les Démocrates conservent                                                 |                                                                           |                                                                           |                                                                           |

### 2010
| Élection de 2010 du district congressionnel at-large des Samoa américaine | Élection de 2010 du district congressionnel at-large des Samoa américaine | Élection de 2010 du district congressionnel at-large des Samoa américaine | Élection de 2010 du district congressionnel at-large des Samoa américaine | Élection de 2010 du district congressionnel at-large des Samoa américaine |
| ------------------------------------------------------------------------- | ------------------------------------------------------------------------- | ------------------------------------------------------------------------- | ------------------------------------------------------------------------- | ------------------------------------------------------------------------- |
| Parti                                                                     | Parti                                                                     | Candidat                                                                  | Votes                                                                     | %                                                                         |
|                                                                           | Démocrate                                                                 | Eni Faleomavaega (en) (sortant)                                           | 6182                                                                      | 56,4                                                                      |
|                                                                           | Républicain                                                               | Amata Coleman Radewagen                                                   | 4422                                                                      | 40,3                                                                      |
|                                                                           | Indépendant                                                               | Tuika Tuika                                                               | 356                                                                       | 3,3                                                                       |
| Total des votes                                                           | Total des votes                                                           | Total des votes                                                           | 10 960                                                                    | 100 %                                                                     |
|                                                                           | Les Démocrates conservent                                                 |                                                                           |                                                                           |                                                                           |

### 2012
| Élection de 2012 du district congressionnel at-large des Samoa américaine | Élection de 2012 du district congressionnel at-large des Samoa américaine | Élection de 2012 du district congressionnel at-large des Samoa américaine | Élection de 2012 du district congressionnel at-large des Samoa américaine | Élection de 2012 du district congressionnel at-large des Samoa américaine |
| ------------------------------------------------------------------------- | ------------------------------------------------------------------------- | ------------------------------------------------------------------------- | ------------------------------------------------------------------------- | ------------------------------------------------------------------------- |
| Parti                                                                     | Parti                                                                     | Candidat                                                                  | Votes                                                                     | %                                                                         |
|                                                                           | Démocrate                                                                 | Eni Faleomavaega (en) (sortant)                                           | 7221                                                                      | 55,22                                                                     |
|                                                                           | Constitution                                                              | Amata Coleman Radewagen                                                   | 4420                                                                      | 33,80                                                                     |
|                                                                           | Indépendant                                                               | Rosie F. Tago Lancaster                                                   | 697                                                                       | 5,33                                                                      |
|                                                                           | Démocrate                                                                 | Kereti Mata'utia Jr.                                                      | 438                                                                       | 3,35                                                                      |
|                                                                           | Indépendant                                                               | Fatumalala Leulua'iali A. Al-Sheri                                        | 300                                                                       | 2,29                                                                      |
| Total des votes                                                           | Total des votes                                                           | Total des votes                                                           | 13 076                                                                    | 100 %                                                                     |
|                                                                           | Les Démocrates conservent                                                 |                                                                           |                                                                           |                                                                           |

### 2014
| Élection de 2014 du district congressionnel at-large des Samoa américaine | Élection de 2014 du district congressionnel at-large des Samoa américaine | Élection de 2014 du district congressionnel at-large des Samoa américaine | Élection de 2014 du district congressionnel at-large des Samoa américaine | Élection de 2014 du district congressionnel at-large des Samoa américaine |
| ------------------------------------------------------------------------- | ------------------------------------------------------------------------- | ------------------------------------------------------------------------- | ------------------------------------------------------------------------- | ------------------------------------------------------------------------- |
| Parti                                                                     | Parti                                                                     | Candidat                                                                  | Votes                                                                     | %                                                                         |
|                                                                           | Républicain                                                               | Amata Coleman Radewagen                                                   | 4306                                                                      | 42,0                                                                      |
|                                                                           | Démocrate                                                                 | Eni Faleomavaega (en) (sortant)                                           | 3157                                                                      | 30,80                                                                     |
|                                                                           | Démocrate                                                                 | Togiola Tulafono                                                          | 1130                                                                      | 11,0                                                                      |
|                                                                           | Démocrate                                                                 | Mapu S. Jamias                                                            | 652                                                                       | 6,40                                                                      |
|                                                                           | Indépendant                                                               | Rosie Fuala'au Tago Lancaster                                             | 268                                                                       | 2,60                                                                      |
|                                                                           | Démocrate                                                                 | Meleagi Suitonu-Chapman                                                   | 229                                                                       | 2,20                                                                      |
|                                                                           | Indépendant                                                               | Tuika Tuika                                                               | 201                                                                       | 2,0                                                                       |
|                                                                           | Démocrate                                                                 | Tu'au Kereti Mata'Utia Jr.                                                | 160                                                                       | 1,60                                                                      |
|                                                                           | Démocrate                                                                 | Mark Ude                                                                  | 143                                                                       | 1,40                                                                      |
| Total des votes                                                           | Total des votes                                                           | Total des votes                                                           | 10 246                                                                    | 100 %                                                                     |
|                                                                           | Les Républicains prennent aux Démocrates                                  |                                                                           |                                                                           |                                                                           |

### 2016
| Élection de 2016 du district congressionnel at-large des Samoa américaine | Élection de 2016 du district congressionnel at-large des Samoa américaine | Élection de 2016 du district congressionnel at-large des Samoa américaine | Élection de 2016 du district congressionnel at-large des Samoa américaine | Élection de 2016 du district congressionnel at-large des Samoa américaine |
| ------------------------------------------------------------------------- | ------------------------------------------------------------------------- | ------------------------------------------------------------------------- | ------------------------------------------------------------------------- | ------------------------------------------------------------------------- |
| Parti                                                                     | Parti                                                                     | Candidat                                                                  | Votes                                                                     | %                                                                         |
|                                                                           | Républicain                                                               | Amata Coleman Radewagen (sortante)                                        | 8924                                                                      | 75,4                                                                      |
|                                                                           | Démocrate                                                                 | Salu Hunkin-Finau                                                         | 1581                                                                      | 13,4                                                                      |
|                                                                           | Démocrate                                                                 | Mapu Jamias                                                               | 978                                                                       | 8,3                                                                       |
|                                                                           | Démocrate                                                                 | Meleagi Suitonu-Chapman                                                   | 181                                                                       | 1,50                                                                      |
|                                                                           | Indépendant                                                               | Timothy Jones                                                             | 171                                                                       | 1,40                                                                      |
| Total des votes                                                           | Total des votes                                                           | Total des votes                                                           | 11 835                                                                    | 100 %                                                                     |
|                                                                           | Les Républicains conservent                                               |                                                                           |                                                                           |                                                                           |

### 2018
| Élection de 2018 du district congressionnel at-large des Samoa américaine | Élection de 2018 du district congressionnel at-large des Samoa américaine | Élection de 2018 du district congressionnel at-large des Samoa américaine | Élection de 2018 du district congressionnel at-large des Samoa américaine | Élection de 2018 du district congressionnel at-large des Samoa américaine |
| ------------------------------------------------------------------------- | ------------------------------------------------------------------------- | ------------------------------------------------------------------------- | ------------------------------------------------------------------------- | ------------------------------------------------------------------------- |
| Parti                                                                     | Parti                                                                     | Candidat                                                                  | Votes                                                                     | %                                                                         |
|                                                                           | Républicain                                                               | Amata Coleman Radewagen (sortante)                                        | 7194                                                                      | 83,28                                                                     |
|                                                                           | Indépendant                                                               | Tuika Tuika                                                               | 785                                                                       | 9,09                                                                      |
|                                                                           | Démocrate                                                                 | Meleagi Suitonu-Chapman                                                   | 659                                                                       | 7,63                                                                      |
| Total des votes                                                           | Total des votes                                                           | Total des votes                                                           | 8638                                                                      | 100 %                                                                     |
|                                                                           | Les Républicains conservent                                               |                                                                           |                                                                           |                                                                           |

### 2020
| Élection de 2020 du district congressionnel at-large des Samoa américaine | Élection de 2020 du district congressionnel at-large des Samoa américaine | Élection de 2020 du district congressionnel at-large des Samoa américaine | Élection de 2020 du district congressionnel at-large des Samoa américaine | Élection de 2020 du district congressionnel at-large des Samoa américaine |
| ------------------------------------------------------------------------- | ------------------------------------------------------------------------- | ------------------------------------------------------------------------- | ------------------------------------------------------------------------- | ------------------------------------------------------------------------- |
| Parti                                                                     | Parti                                                                     | Candidat                                                                  | Votes                                                                     | %                                                                         |
|                                                                           | Républicain                                                               | Amata Coleman Radewagen (sortante)                                        | 9880                                                                      | 83,5                                                                      |
|                                                                           | Démocrate                                                                 | Oreta Crichton                                                            | 1704                                                                      | 14,4                                                                      |
|                                                                           | Démocrate                                                                 | Meleagi Suitonu-Chapman                                                   | 249                                                                       | 2,1                                                                       |
| Total des votes                                                           | Total des votes                                                           | Total des votes                                                           | 11 833                                                                    | 100 %                                                                     |
|                                                                           | Les Républicains conservent                                               |                                                                           |                                                                           |                                                                           |

### 2022
| Élection de 2022 du district congressionnel at-large des Samoa américaine | Élection de 2022 du district congressionnel at-large des Samoa américaine | Élection de 2022 du district congressionnel at-large des Samoa américaine | Élection de 2022 du district congressionnel at-large des Samoa américaine | Élection de 2022 du district congressionnel at-large des Samoa américaine |
| ------------------------------------------------------------------------- | ------------------------------------------------------------------------- | ------------------------------------------------------------------------- | ------------------------------------------------------------------------- | ------------------------------------------------------------------------- |
| Parti                                                                     | Parti                                                                     | Candidat                                                                  | Votes                                                                     | %                                                                         |
|                                                                           | Républicain                                                               | Amata Coleman Radewagen (sortante)                                        | 6637                                                                      | 100%                                                                      |
|                                                                           | Les Républicains conservent                                               |                                                                           |                                                                           |                                                                           |

### 2024
| Élection de 2024 du district congressionnel at-large des Samoa américaine | Élection de 2024 du district congressionnel at-large des Samoa américaine | Élection de 2024 du district congressionnel at-large des Samoa américaine | Élection de 2024 du district congressionnel at-large des Samoa américaine | Élection de 2024 du district congressionnel at-large des Samoa américaine |
| ------------------------------------------------------------------------- | ------------------------------------------------------------------------- | ------------------------------------------------------------------------- | ------------------------------------------------------------------------- | ------------------------------------------------------------------------- |
| Parti                                                                     | Parti                                                                     | Candidat                                                                  | Votes                                                                     | %                                                                         |
|                                                                           | Républicain                                                               | Amata Coleman Radewagen (sortante)                                        | TBD                                                                       | TBD                                                                       |
|                                                                           | Démocrate                                                                 | Luisa Kuaea                                                               | TBD                                                                       | TBD                                                                       |
|                                                                           | Indépendant                                                               | Fualaau Tago Lancaster                                                    | TBD                                                                       | TBD                                                                       |
|                                                                           | Démocrate                                                                 | Meleagi Suitonu-Chapman                                                   | TBD                                                                       | TBD                                                                       |
| Total des votes                                                           | Total des votes                                                           | Total des votes                                                           | TBD                                                                       | 100 %                                                                     |
|                                                                           |                                                                           |                                                                           |                                                                           |                                                                           |